# Саттарханов Бекзат Сеїлханович
Бекзат Сеїлханович Саттарханов (каз. Бекзат Сейілханұлы Саттарханов, 4 квітня 1980, Туркестан, КРСР — 31 грудня 2000, Темірлановка, Ордабасинський район, Казахстан) — казахський боксер, олімпійський чемпіон (2000 рік).
Загинув у автокатастрові 31 грудня 2000 року о 23:45 недалеко від населеного пункту Шубаровка. Двоє інших пасажирів вижили.

## Аматорська кар'єра
Боксом Бекзат почав займатися в 15 років, а вже в 18 років став срібним призером чемпіонату Азії серед молоді і чемпіонату світу серед молоді.
В 1999 році Саттарханов став срібним призером чемпіонату Центральної Азії і чемпіонату Азії та чемпіоном Центрально-Азійських ігор.
 Олімпійські ігри 2000 
- 1/16 фіналу. Переміг Овідіу Бобирнат (Румунія) — 11-5
- 1/8 фіналу. Переміг Джефрі Матебула (ПАР) — 16-5
- 1/4 фіналу. Переміг Рамазана Паліані (Туреччина) — 12-11
- 1/2 фіналу. Переміг Тахара Тамсамані (Марокко) — 22-10
- Фінал. Переміг Рікардо Хуареса (США) — 22-14

### Бекзат Саттарханов на екрані
В 2019 році в Казахстані на основі біографії Бекзата Саттарханова був знятий художній фільм «Бекзат».